# Колесников, Владимир Александрович (электрохимик)
Владимир Александрович Колесников (5 июля 1952 — 4 августа 2021) — российский учёный в области промышленной электрохимии, безопасности и ресурсосбережения применительно к процессам обработки современных материалов, создания экологически безопасных, ресурсосберегающих процессов в гальванотехнике, переработке жидких техногенных отходов и водообработке.

## Биография
Родился 5 июля 1952 года в г. Ожерелье Московской области. В 1974 году окончил факультет технологии неорганических веществ Московского химико-технологического института имени Д. И. Менделеева по специальности «Технология электрохимических производств». После работы заместителем секретаря комитета ВЛКСМ в 1976 году поступил в очную аспирантуру МХТИ имени Д. И. Менделеева.
В 1979 году защитил диссертацию на соискание учёной степени кандидата химических наук по теме «Исследование адсорбции ионов и органических соединений на электроде из двуокиси свинца в водных растворах электролитов», в 1994 году — диссертацию на соискание учёной степени доктора технических наук по теме «Электрофлотационная технология и аппараты для извлечения ионов тяжелых металлов и органических загрязнителей из жидких отходов электрохимических производств с утилизацией ценных компонентов».
Вся жизнь В. А. Колесникова связана с МХТИ имени Д. И. Менделеева, где он работал ассистентом, доцентом, профессором, начальником НИЧ и проректором по научной работе.

## Научный вклад
В. А. Колесников был ведущим учёным в области промышленной электрохимии, безопасности и ресурсосбережения применительно к процессам обработки современных материалов, создания экологически безопасных, ресурсосберегающих процессов в гальванотехнике, переработке жидких техногенных отходов и водообработке. Им разработаны фундаментальные основы нового направления «Физико-химические основы интенсификации и повышения эффективности электрофлотомембранных процессов извлечения дисперсных соединений и эмульсий из жидких техногенных отходов», которое успешно развивается и является основой для создания ресурсосберегающих экологически безопасных технологии извлечения ценных металлов, неорганических и органических дисперсных соединений.
В рамках развития этого направления выполнены фундаментальные исследования по развитию теоретических представлений о роли межфазных явлений на границе раздела фаз «твёрдое тело/раствор», «электрод/раствор»; «газ/дисперсная фаза/водный раствор» в электрофлотационном процессе концентрирования гидрофильной фазы; межфазных явлений на границе раздела фаз в процессах электрофлотомембранного концентрирования и извлечения дисперсной фазы и эмульсий из водных сред. Установлены физико-химические закономерности электрофлотационного извлечения дисперсной фазы неорганических соединений гидроксидов, карбонатов, фосфатов, сульфидов, оксидов, таких металлов как: медь, никель, цинк, кадмий, железо, алюминий, хром, свинец, а также дисперсной фазы соединений органической природы. Найдены технологические приёмы интенсификации и повышения эффективности электрофлотомембранного процесса, разработаны новые ресурсосберегающие экологически безопасные технологии извлечения ценных металлов, неорганических и органических дисперсных соединений из жидких техногенных отходов.

## Научно-технологические достижения
В. А. Колесниковым разработаны и внедрены новые современные технологии:
- локальная технология извлечения ионов цветных металлов из промывных вод технологических процессов с регенерацией ценных компонентов.
- технология извлечения дисперсных соединений Me(OH)2, MeCO3, Me3PO4, MeS, MeO из промывных вод технологических процессов.
- технология обезвреживания жидких техногенных отходов производства полупроводниковых материалов и керамических изделий.
- комплексная технология организации водооборота на промышленном предприятии производительностью до 50 м3/час.

Под руководством В. А. Колесникова внедрены в промышленность новые современные электрофлотомембранные технологии, аппараты и системы водоочистки более чем на 80 промышленных предприятий РФ и за рубежом, среди которых ФГУП «Уральский электромеханический завод», НПО «Автоматики», ФГУП «Салют», ФГУП «Сосенский приборостроительный завод», ОАО «Карачаровский механический завод», ФГУП НИИАП имени Пелюгина.

## Преподавание
Вся жизнь В. А. Колесникова связана с высшей школой.
Вёл преподавательскую работу, читал курс лекций по экологии и энерго- и ресурсосбережению электрохимических технологий студентам, магистрам, аспирантам и специалистам предприятий. Им подготовлено 30 кандидатов наук.
Он являлся председателем Учебно-методического объединения вузов России по направлению «Химическая технология и биотехнология», членом совета ректоров г. Москвы, действительным членом Международной академии наук высшей школы.
С 2005 по 2015 год дважды был избран ректором РХТУ имени Д. И. Менделеева.
С 2007 года действительный член Международной академии наук высшей школы.

## Редакторская деятельность
В. А. Колесников был членом редколлегии журналов «Химическая промышленность сегодня», «Гальванотехника», «Вода. Химия и Экология», председатель специализированного докторского совета «Технология электрохимических процессов», с 2014 года член корреспондент Национальной академии наук Республики Казахстан.

## Научно-организационная деятельность
В. А. Колесников организовал Технопарк «Экохимбизнес-2000+», осуществляющий кооперацию природопользования и энерго-ресурсосбережения.
Деятельно участвовал в организации научно-учебного методического сотрудничества РХТУ с зарубежными университетами, институтами и фирмами: США, Германии, Франции, Англии, Бельгии, Китая, Италии, Туниса, Алжира, Польши, Кубы, Венгрии, Чехии, Канады и Швейцарии, где он известен как крупный специалист в области промышленной электрохимии, создания экологически безопасных, ресурсосберегающих процессов в гальванотехнике, производства печатных плат, переработки жидких техногенных отходов и технологий обработки воды.

## Из библиографии
Им опубликовано около 700 научных трудов, в том числе 10 монографий, свыше 30 изобретений и патентов, в том числе:
1. Kudryavtsev V.N., Kolesnikov V.A. // Proc. of 78 AESF Ann. Techn. Conf., 24—27. VI, 1971. — Toronto: Canada, 1971. — P. 127.
2. Рулёв Н. Н., Колесников В. А., Шалыт Е. А. Влияние коалесценции газовых пузырьков на кинетику микрофлотационного процесса в аппаратах периодического действия // Химия и технология воды. — 1990. — Т. 12, № 2. — С. 108—110.
3. Колесников В. А., Шалыт Е. А. Комплекс технологий электрохимической водоочистки с регенерацией ценных компонентов в гальваническом производстве // Гальванотехника и обработка поверхности. — 1992. — Т. 1, № 1—2. — С. 87—92.
4. Колесников В. А., Шалыт Е. А., Кокарев Г. А. Современные технологии электрохимической водоочистки с регенерацией цветных металлов // Вестн. НОУ-ХАУ. — 1992. — Вып. 1. — С. 57—59.
5. Колесников В. А., Ильин В. И., Вараксин С. О. Ресурсосбережение и экологическая безопасность электрохимических производств. Охрана окружающей среды и бизнес /М-во образования и науки Российской Федерации, Российский хим.-технологический ун-т им. Д. И. Менделеева. - Москва: Российский хим.-технологический ун-т им. Д. И. Менделеева, 2015. - 111 с.: табл.; 21 см.; ISBN 978-5-7237-1264-5.

## Награды
- Золотая медаль «Гарантия качества и безопасности» Министерство Российской Федерации по делам гражданской обороны, чрезвычайным ситуациям и ликвидации последствий стихийных бедствий;
- Памятный знак «120 лет со дня образования ФГУП ЦНИИХМ им. Д. И. Менделеева «ФГУП ЦНИИХМ им. Д. И. Менделеева»;
- Нагрудный знак «Академик И. В. Курчатов» Государственная корпорация по атомной энергии «РОСАТОМ»;
- Ведомственный знак отличия Федеральной службы государственной статистики — медаль «За заслуги в проведении Всероссийской переписи населения 2010 года» Федеральная служба государственной статистики;
- Юбилейная медаль «290 лет» Федеральная служба по экологическому, технологическому и атомному надзору;
- Памятный знак «90 лет ГРУ ГШ ВС РФ» Министерство обороны РФ;
- Нагрудный знак «Е. П. Славский» Федеральное агентство по атомной энергии; медаль «За содействие органам наркоконтроля» ФСКН.
- Лауреат Премии Президента РФ 2003 г. в области образования[5].
- Лауреат Премии Правительства РФ 2008 г. в области науки и техники[6].